# Calycomyza bahamarum
Calycomyza bahamarum är en tvåvingeart som beskrevs av Spencer 1973. Calycomyza bahamarum ingår i släktet Calycomyza och familjen minerarflugor.
Artens utbredningsområde är Bahamas. Inga underarter finns listade i Catalogue of Life.